# New Limerick
New Limerick ist eine Town im Aroostook County des Bundesstaates Maine in den Vereinigten Staaten. Im Jahr 2020 lebten dort 574 Einwohner in 385 Haushalten auf einer Fläche von 50,6 km².

## Geografie
Nach Angaben des United States Census Bureau hat die Town eine Fläche von 50,6 km²; 47,8 km² davon entfallen auf Land und 2,8 km² auf Gewässer.

### Geografische Lage
New Limerick liegt im Südosten des Aroostook County, nahe der Grenze zu Kanada. Durch die Town fließt der South Branch Meduxnekeag River. Das Gebiet ist von mehreren kleinen Wasserläufen und Seen durchzogen. Im Süden grenzen die größere Wasserflächen des Nickerson Lakes und des Meduxnekeag Lakes an, im Nordwesten die des Cochrane Lakes. Weitere kleinere Seen wie der Bradbury Lake, der County Road Lake oder der Green Pond befinden sich auf dem Gebiet der Town. Die Oberfläche der Town ist eben, ohne nennenswerte Erhebungen.

### Nachbargemeinden
Alle Entfernungen sind als Luftlinien zwischen den offiziellen Koordinaten der Orte aus der Volkszählung 2010 angegeben.
- Norden: Ludlow, 2,1 km
- Osten: Houlton, 14,8 km
- Südosten: Hodgdon, 16,4 km
- Süden: Linneus, 2,8 km
- Südwesten: Oakfield, 15,6 km
- Nordwesten: Smyrna, 14,4 km

### Stadtgliederung
In New Limerick gibt es zwei Siedlungsgebiete, das Village New Limerick und Titcomb (ehemals Standort des Postamts).

### Klima
|                       | Jan   | Feb   | Mär   | Apr  | Mai  | Jun  | Jul  | Aug  | Sep  | Okt  | Nov  | Dez  |   |      |
| Mittl. Tagesmax. (°C) | −6,4  | −4,0  | 1,8   | 8,3  | 17,1 | 22,6 | 25,3 | 24,1 | 18,4 | 11,2 | 3,6  | −3,6 | ⌀ | 9,9  |
| Mittl. Tagesmin. (°C) | −21,1 | −20,6 | −12,9 | −3,8 | 2,4  | 7,9  | 10,5 | 9,1  | 3,9  | −0,8 | −6,1 | 15,7 | ⌀ | −1,2 |
|                       |       |       |       |      |      |      |      |      |      |      |      |      |   |      |
| Niederschlag (mm)     | 74    | 54    | 62    | 68   | 88   | 86   | 90   | 98   | 85   | 80   | 75   | 80   | Σ | 940  |
|                       |       |       |       |      |      |      |      |      |      |      |      |      |   |      |
| Regentage (d)         | 11    | 10    | 10    | 11   | 12   | 12   | 12   | 12   | 11   | 11   | 12   | 11   | Σ | 135  |

| −21,1 |

| −20,6 |

| −12,9 |

| −3,8 |

| 2,4 |

| 7,9 |

| 10,5 |

| 9,1 |

| 3,9 |

| −0,8 |

| −6,1 |

| 15,7 |

| −21,1 |

| −20,6 |

| −12,9 |

| −3,8 |

| 2,4 |

| 7,9 |

| 10,5 |

| 9,1 |

| 3,9 |

| −0,8 |

| −6,1 |

| 15,7 |

Die mittlere Durchschnittstemperatur in New Limerick liegt zwischen −13,8 °C im Januar und 17,9 °C im Juli. Damit ist der Ort gegenüber dem langjährigen Mittel im Winter um etwa 5,0 Grad, im Sommer um etwa 0,5 Grad kühler als das Mittel des Bundesstaates Maine. Die tägliche Sonnenscheindauer liegt am unteren Rand des Wertespektrums der USA. In der Wintersaison zwischen Oktober und April fallen im Durchschnitt 259,1 cm Schnee, wobei die Spitzenwerte bei 53,1 cm im Dezember, 57,9 cm im Januar und 54,1 cm im Februar liegen.

## Geschichte
New Limerick wurde 1775 besiedelt und gemeinsam mit Ludlow als plantation 1830 organisiert. Am 18. März 1837 erfolgte die Trennung von Ludlow und New Limerick wurde als town anerkannt. Wie der Name erkennen lässt, kamen viele der ersten Siedler aus Limerick, allerdings nicht aus dem ursprünglichen irischen Ort, sondern aus einem gleichnamigen Ort aus dem York County. Im 1880 gab es in New Limerick eine Gerberei, zwei Sägemühlen und eine Stärkefabrik.

### Einwohnerentwicklung
| Volkszählungsergebnisse – Town of New Limerick, Maine | Volkszählungsergebnisse – Town of New Limerick, Maine | Volkszählungsergebnisse – Town of New Limerick, Maine | Volkszählungsergebnisse – Town of New Limerick, Maine | Volkszählungsergebnisse – Town of New Limerick, Maine | Volkszählungsergebnisse – Town of New Limerick, Maine | Volkszählungsergebnisse – Town of New Limerick, Maine | Volkszählungsergebnisse – Town of New Limerick, Maine | Volkszählungsergebnisse – Town of New Limerick, Maine | Volkszählungsergebnisse – Town of New Limerick, Maine | Volkszählungsergebnisse – Town of New Limerick, Maine |
| Jahr                                                  | 1800                                                  | 1810                                                  | 1820                                                  | 1830                                                  | 1840                                                  | 1850                                                  | 1860                                                  | 1870                                                  | 1880                                                  | 1890                                                  |
| ----------------------------------------------------- | ----------------------------------------------------- | ----------------------------------------------------- | ----------------------------------------------------- | ----------------------------------------------------- | ----------------------------------------------------- | ----------------------------------------------------- | ----------------------------------------------------- | ----------------------------------------------------- | ----------------------------------------------------- | ----------------------------------------------------- |
| Einwohner                                             |                                                       |                                                       |                                                       |                                                       | 123                                                   | 160                                                   | 226                                                   | 308                                                   | 590                                                   | 567                                                   |
| Jahr                                                  | 1900                                                  | 1910                                                  | 1920                                                  | 1930                                                  | 1940                                                  | 1950                                                  | 1960                                                  | 1970                                                  | 1980                                                  | 1990                                                  |
| Einwohner                                             | 600                                                   | 481                                                   | 412                                                   | 404                                                   | 413                                                   | 543                                                   | 394                                                   | 427                                                   | 513                                                   | 524                                                   |
| Jahr                                                  | 2000                                                  | 2010                                                  | 2020                                                  | 2030                                                  | 2040                                                  | 2050                                                  | 2060                                                  | 2070                                                  | 2080                                                  | 2090                                                  |
| Einwohner                                             | 523                                                   | 510                                                   | 574                                                   |                                                       |                                                       |                                                       |                                                       |                                                       |                                                       |                                                       |

## Wirtschaft und Infrastruktur

### Verkehr
Die Interstate 95 verläuft entlang der nördlichen Grenze der Town in westöstlicher Richtung. Sie führt von Bangor im Süden bis an die kanadische Grenze. Parallel zur Interstate verläuft der U.S. Highway 2 von Oakfield im Westen nach Houlton in Osten.

### Öffentliche Einrichtungen
New Limerick besitzt keine eigene Bücherei. Die nächstgelegene ist die Cary Library in Houlton.
Es gibt kein Krankenhaus oder Medizinische Einrichtung in New Limerick. Das nächstgelegene Krankenhaus für New Limerick und die Region befindet sich in Houlton.

### Bildung
New Limerick gehört mit Amity, Cary Plantation, Haynesville, Hodgdon, Linneus und Ludlow zum Maine School Administrative District #70.
Im Schulbezirk werden den Schulkindern mehrere Schulen angeboten:
- Mill Pond School in Hodgdon
- Hodgdon Middle / High School in Hodgdon

## Persönlichkeiten

### Söhne und Töchter der Stadt
- Dora Pinkham (1891–1941), die erste Frau, die in Maine in der Legislative tätig war